# شهرداری هرستنیک
شهرداری هرستنیک (به لاتین: Municipality of Hrastnik) یک منطقهٔ مسکونی در اسلوونی است که در اسلوونی واقع شده‌است. شهرداری هرستنیک ۵۸٫۶ کیلومتر مربع مساحت و ۱۰٬۱۲۱ نفر جمعیت دارد.